# Valoración usando múltiplos
En economía, valoración usando múltiplos, o “valoración relativa", es un proceso que consiste en:
- Identificación de activos comparables (el grupo de pares) y la obtención de valores de mercado para estos activos.
- Convertir estos valores de mercado en valores estandarizados relativos a una estadística clave, ya que los precios absolutos no se pueden comparar. Este proceso de estandarización crea múltiplos de valoración.
- Aplicar el múltiplo de valoración a la estadística clave del activo que se está valorando, controlando cualquier diferencia entre el activo y el grupo de pares que pueda afectar el múltiplo.

El análisis de múltiplos es uno de los métodos de análisis más antiguos. Fue bien entendido en la década de 1800 y ampliamente utilizado por los tribunales de los Estados Unidos durante el siglo XX. Recientemente, su popularidad ha disminuido al haber sido reemplqzado por el Flujo de Caja Descontado y los métodos más directos basados en el mercado.
El "análisis de empresas comparables", estrechamente relacionado, fue introducido en la Escuela de Negocios de Harvard en la década de 1930.

## Múltiplos de valoración
Un múltiplo de valoración es simplemente una expresión del valor de mercado de un activo en relación con una estadística clave que se supone que se relaciona con ese valor. Para ser útil, esa estadística, ya sea ganancias, flujo de caja o alguna otra medida, debe tener una relación lógica con el valor de mercado observado; para ser visto, de hecho, como el impulsor de ese valor de mercado.
Otros múltiplos de uso común se basan en el valor de empresa, como EV/EBITDA, EV/EBIT, EV/NOPAT. Estos múltiplos revelan la calificación de una empresa independientemente de su estructura de capital, y son de particular interés en fusiones, adquisiciones y transacciones en empresas privadas.
No todos los múltiplos se basan en las ganancias o en los impulsores del flujo de efectivo. La relación precio-libro (P / B) es un punto de referencia de uso común que compara el valor de mercado con el valor contable de los activos de la empresa. La relación precio / ventas y las relaciones EV / ventas miden el valor en relación con las ventas. Estos múltiplos deben usarse con precaución, ya que es menos probable que tanto las ventas o los valores en libros sean referencias de valor que las ganancias.
Con menos frecuencia, los múltiplos de valoración pueden basarse en factores de valor no financieros específicos de la industria, como valor empresarial / número de suscriptores para empresas de cable o telecomunicaciones o valor empresarial / números de audiencia de una empresa de radiodifusión. En las valoraciones inmobiliarias, el enfoque de comparación de ventas a menudo hace uso de múltiplos de valoración basados en las áreas de superficie de las propiedades que se valoran.

## Grupo de pares
Un grupo de pares es un conjunto de empresas o activos que se seleccionan por ser suficientemente comparables a la empresa o los activos que se valoran (generalmente en virtud de estar en la misma industria o por tener características similares en términos de crecimiento de ganancias y/o retorno de la inversión).
En la práctica, no hay dos empresas iguales, y los analistas a menudo hacen ajustes a los múltiplos observados para intentar armonizar los datos en un formato más comparable. Estos ajustes pueden basarse en una serie de factores, que incluyen:
- Factores del entorno industrial / empresarial: Modelo de negocio, industria, geografía, estacionalidad, inflación
- Factores contables: Políticas contables, cierre de ejercicio
- Financiero: estructura de Capital
- Factores empíricos: Tamaño

Estos ajustes pueden implicar el uso de análisis de regresión se comparan con diferentes impulsores de valor potenciales y se utilizan para probar correlaciones entre los diferentes impulsores de valor. Dichos métodos pueden mejorar significativamente la precisión de la valoración.
Cuando el grupo de pares está formado por empresas que cotizan en bolsa, este tipo de valoración también se describe a menudo como análisis de empresas comparables (o "comps", "análisis de grupos de pares", "comps de acciones", "comps de negociación" o "múltiplos de mercado público"). Cuando el grupo de pares está formado por empresas o activos que han sido adquiridos en fusiones o adquisiciones, este tipo de valoración se describe como análisis de transacciones precedentes (o "conjuntos de transacciones", "conjuntos de transacciones" o "múltiplos de mercado privado").

## Ventajas/desventajas de los múltiplos

### Desventaja
Hay una serie de críticas contra los múltiplos, pero en general se pueden resumir en:
- Simplista: Un múltiplo es una destilación de una gran cantidad de información en un solo número o serie de números. Al combinar muchos factores de valor en una estimación puntual, los múltiplos pueden dificultar la desagregación del efecto de los diferentes factores, como el crecimiento, en el valor. El peligro es que esto fomente una interpretación simplista, y posiblemente errónea.[7]
- Estático: Un múltiplo representa una instantánea de dónde se encuentra una empresa en un momento dado, pero no captura la naturaleza dinámica y en constante evolución de los negocios y la competencia.
- Dificultades en las comparaciones: Los múltiplos se utilizan principalmente para hacer comparaciones de valor relativo. Pero comparar múltiplos es una forma de arte exigente, porque hay muchas razones por las que los múltiplos pueden diferir, no todas las cuales se relacionan con verdaderas diferencias de valor. Por ejemplo, diferentes políticas contables pueden dar como resultado múltiplos divergentes para negocios que operan de otra manera idénticos.
- Dependencia de pares correctamente valorados: El uso de múltiplos solo revela patrones en valores relativos, no valores absolutos como los obtenidos de valoraciones de flujo de caja descontadas. Si el grupo de pares en su conjunto se valora incorrectamente (como puede suceder durante una "burbuja" del mercado de valores), los múltiplos resultantes también se valorarán incorrectamente.
- A corto plazo: Los múltiplos se basan en datos históricos o pronósticos a corto plazo. Por lo tanto, las valoraciones basadas en múltiplos no captarán las diferencias en el rendimiento proyectado a más largo plazo y tendrán dificultades para valorar correctamente las industrias cíclicas a menos que se realicen ajustes de normalización algo subjetivos.

### Ventajas
A pesar de estas desventajas, los múltiplos tienen varias ventajas.
- Utilidad: La valoración tiene que ver con el juicio, y los múltiplos proporcionan un marco para hacer juicios de valor. Cuando se usan correctamente, los múltiplos son herramientas sólidas que pueden proporcionar información útil sobre el valor relativo.
- Simplicidad: Su simplicidad y facilidad de cálculo hacen de los múltiplos un método atractivo y fácil de usar para evaluar el valor. Los múltiplos pueden ayudar al usuario a evitar la precisión potencialmente engañosa de otros enfoques más "precisos", como la valoración con descuento del flujo de caja o el EVA, que pueden crear una falsa sensación de comodidad.
- Relevancia: Los múltiplos se centran en las estadísticas clave que utilizan otros inversores. Dado que los inversores en agregado mueven los mercados, las estadísticas y los múltiplos más utilizados tendrán el mayor impacto.

Estos factores, y la existencia de comparaciones de amplio alcance, ayudan a explicar el uso duradero de múltiplos por parte de los inversores a pesar del auge de otros métodos.

## Comparación de múltiplos de valoración de uso común

### Múltiplos basados en el precio de las acciones
Los múltiplos basados en el precio de las acciones son más relevantes cuando los inversores adquieren posiciones minoritarias en las empresas. Se debe tener cuidado al comparar empresas con estructuras de capital muy diferentes. Los diferentes niveles de deuda afectarán los múltiplos de capital debido al efecto reductor de la deuda. Además, los múltiplos de acciones no tendrán en cuenta explícitamente el riesgo del balance.
| Multiple                       | Definición | Ventaja | Desventaja |
| ------------------------------ | --- | --- | --- |
| Relación P / E                 | Precio de la acción / Ganancias por acción (EPS) EPS es el ingreso neto/promedio ponderado no de acciones en emisión El EPS se puede ajustar para eliminar elementos excepcionales (EPS centrales) y / o elementos dilutivos sobresalientes (EPS completamente diluidos) | - Múltiplo de acciones más utilizado - La disponibilidad de datos es alta | - Las EPS pueden estar sujetas a diferencias en las políticas contables y la manipulación - A menos que se ajuste, puede estar sujeto a artículos excepcionales únicos - No se puede utilizar si las ganancias son negativas                                             |
| Precio / ganancias en efectivo | Precio de la acción / ganancias por acción más amortización por depreciación y cambios en las provisiones no monetarias | - Las ganancias en efectivo son una medida aproximada del flujo de efectivo - No se ven afectados por las diferencias en la contabilización de la depreciación | - Tratamiento incompleto del flujo de caja - Por lo general, se utiliza como complemento de otras medidas si las diferencias contables son significativas |
| Relación precio / libro        | Precio de la acción / valor contable por acción | - Puede ser útil cuando los activos son un motor central de las ganancias, como las industrias intensivas en capital - El más utilizado en la valoración de empresas financieras, como los bancos, porque los bancos tienen que informar los valores contables precisos de sus préstamos y depósitos, y el valor de liquidación es igual al valor contable, ya que los depósitos y préstamos se liquidan al mismo valor que los valores contables informados. | - Los valores en libros de los activos tangibles se indican al costo histórico, que no es un indicador confiable del valor económico - El valor contable de los activos tangibles puede verse afectado significativamente por las diferencias en las políticas contables |
| Relación de PEG                | Índice de PE prospectivo / crecimiento de ganancias promedio prospectivo | - Más adecuado para valorar empresas de alto crecimiento | - Requiere pronósticos creíbles de crecimiento - Puede subestimar el mayor riesgo asociado con muchas acciones de alto crecimiento |
| Rentabilidad por dividendo     | Dividendo por acción / precio de la acción | - Útil para comparar rendimientos de efectivo con tipos de inversiones - Se puede utilizar para establecer un precio mínimo para una acción | - Depende de la política de distribución de la empresa - El rendimiento para el inversor está sujeto a diferencias en la tributación entre jurisdicciones - Asume que el dividendo es sostenible                                                                         |
| Precio / Ventas                | Precio de la acción / ventas por acción | - Fácil de calcular - Se puede aplicar a empresas con pérdidas - Menos susceptible a las diferencias contables que otras medidas | - Desajuste entre el nominador y el denominador en la fórmula (EV / Ventas es una medida más apropiada) - No se utiliza excepto en aproximaciones muy amplias y rápidas                                                                                                  |

### Múltiplos basados en el valor empresarial
Valor empresarial los múltiplos basados son particularmente relevantes en fusiones y adquisiciones en las que se adquieren la totalidad de las acciones y pasivos de la empresa. Ciertos múltiplos como EV / EBITDA también son un complemento útil para las valoraciones de participaciones minoritarias, especialmente cuando la relación P/E es difícil de interpretar debido a diferencias significativas en las estructuras de capital, en las políticas contables o en los casos en que las ganancias netas son negativas o bajas.
| Multiple                                 | Definición | Ventaja | Desventaja |
| ---------------------------------------- | --- | --- | --- |
| EV / Ventas                              | Valor empresarial / ventas netas | - Menos susceptible a las diferencias contables - Sigue siendo aplicable incluso cuando las ganancias son negativas o altamente cíclicas | - Una medida cruda, ya que las ventas rara vez son un factor de valor directo |
| EV / EBITDAR                             | Valor de la empresa / Ganancias antes de Intereses, Impuestos, Depreciación y Amortización y Costos de Alquiler | - Representante de los flujos de efectivo libres de explotación - Intenta normalizar la intensidad de capital entre las empresas que optan por alquilar en lugar de poseer sus activos principales - Se utiliza con mayor frecuencia en las industrias del transporte, la hostelería y el comercio minorista | - Es posible que los costos de alquiler no se informen y deban estimarse - Ignora las variaciones en los gastos de capital y la depreciación - Ignora la creación de valor a través de la gestión fiscal                                                                 |
| EV / EBITDA                              | Valor de la empresa / Ganancias antes de Intereses, Impuestos, Depreciación y Amortización. Excluye también los movimientos de provisiones distintas del efectivo y partidas excepcionales                           | - El EBITDA es un indicador de los flujos de efectivo libres - Probablemente el más popular de los múltiplos basados en EV - No se ve afectado por la política de depreciación | - Ignora las variaciones en los gastos de capital y la depreciación - Ignora la creación de valor potencial a través de la gestión fiscal |
| EV / EBIT y EV / EBITA                   | Valor empresarial / Ganancias antes de intereses e impuestos (y Amortización) | - Permite mejor las diferencias en la intensidad de capital en comparación con el EBITDA al incorporar el gasto de capital de mantenimiento | - Susceptible de diferencias en la política de depreciación - Ignora la creación de valor potencial a través de la gestión fiscal |
| EV/NOPLAT                                | Valor de la Empresa / Beneficio Operativo Neto Después De Impuestos Ajustados | - NOPLAT incorpora una serie de ajustes para reflejar mejor la rentabilidad operativa | - Los ajustes de NOPLAT pueden ser complicados y no son aplicados de manera consistente por diferentes analistas |
| EV / opFCF                               | Valor Empresarial / Flujo de Caja Libre Operativo El OpFCF es el EBITDA subyacente menos el requisito de gasto de capital normativo estimado y la variación normativa estimada en el requisito de capital de trabajo | - Mejor permite diferencias en la intensidad de capital en comparación con el EBITDA - Menos susceptible a las diferencias contables que el EBIT - El uso de estimaciones permite suavizar los gastos de capital reales irregulares                                                                          | - Introduce subjetividad adicional en las estimaciones de los gastos de capital |
| FCF para vehículos eléctricos / Empresas | Valor empresarial / Flujo de caja libre El FCF de la empresa es el EBITDA básico menos el requisito de gasto de capital real y el aumento real en el requisito de capital de trabajo                                 | - Menos subjetivo que opFCF - Mejor permite diferencias en la intensidad de capital en comparación con el EBITDA - Menos susceptible a las diferencias contables que el EBIT | - Puede ser volátil y difícil de interpretar, ya que el gasto de capital a menudo es irregular y"irregular" |
| EV / Capital Invertido                   | Valor empresarial / Capital invertido | - Puede ser útil cuando los activos son un motor central de las ganancias, como en las industrias intensivas en capital | - Los valores en libros de los activos tangibles se indican al costo histórico, que no es un indicador confiable del valor económico - El valor contable de los activos tangibles puede verse afectado significativamente por las diferencias en las políticas contables |
| EV / Medida de Capacidad                 | Depende de la industria (p. ej. EV/suscriptores, EV/capacidad de producción, EV/audiencia) | - No es susceptible de diferencias contables - Sigue siendo aplicable incluso cuando las ganancias son negativas o altamente cíclicas | - Una medida bruta, ya que las medidas de capacidad rara vez son un factor de valor directo |

## Ejemplo (método de relación de PE directo descontado)

### Matemáticas
Condición: La empresa es rentable.
Rf = tasa de descuento durante el último año de previsión
tf = último año del período de pronóstico.
C = factor de corrección
P = Precio actual de las acciones
NPP = beneficio neto de la empresa
NPO = beneficio neto de la empresa objetivo después de período de pronóstico
S = número de acciones

### Diagrama de datos de proceso
El siguiente diagrama muestra una descripción general del proceso de valoración de la empresa utilizando múltiplos. Todas las actividades de este modelo se explican con más detalle en la sección 3: Uso del método de múltiplos.

### Uso del método de múltiplos

#### Determinar el período de pronóstico
Determine el año a partir del cual se conocerá el valor de la empresa.
Ejemplo:
'VirusControl' es una startup TIC que acaba de finalizar su plan de negocio. Su objetivo es proporcionar a los profesionales un software para simular brotes de virus. Su único inversor debe esperar 5 años antes de realizar una salida. Por lo tanto, VirusControl está utilizando un período de pronóstico de 5 años.

#### Identificación de la empresa par
Busque en el mercado (bursátil)las empresas más comparables a la empresa objetivo. Desde la perspectiva de los inversores, a universo par también puede contener empresas que no solo son competidores directos de productos, sino que están sujetas a ciclos, proveedores y otros factores externos similares (por ejemplo, un fabricante de puertas y ventanas también puede considerarse igual).
Las características importantes incluyen: margen de explotación, tamaño de la empresa, productos, segmentación de clientes, tasa de crecimiento, flujo de caja, número de empleados, etc.
Ejemplo:
VirusControl ha identificado otras 4 empresas similares a él.
- Simulador Médico
- Plan Global
- Soluciones de Virus
- Software de PM

#### Determinación de la relación de ganancia de precio correcta (P/E)
La relación precio-beneficio (P / E) de cada empresa homóloga identificada se puede calcular siempre que sean rentables. El P / E se calcula como:
P / E = Precio actual de las acciones / (Beneficio neto / Número medio ponderado de acciones)
Se presta especial atención a las empresas con relaciones P/E sustancialmente más altas o más bajas que el grupo de pares. Un P / E muy por debajo de la media puede significar (entre otras razones) que el mercado no ha identificado el verdadero valor de una empresa, que el modelo de negocio es defectuoso, o que las ganancias más recientes incluyen, por ejemplo, artículos únicos sustanciales. Las empresas con relaciones P/E sustancialmente diferentes de las de sus pares (los valores atípicos) pueden eliminarse u otras medidas correctivas utilizadas para evitar este problema.
Ejemplo:
Relación P / E de empresas similares a VirusControl:
|                     | Precio Actual de las Acciones | Beneficio neto | Número de Acciones | P / E |
| Simulador Médico    | €16.32                        | €1,000,000     | 1,100,000          | 17.95 |
| Plan Global         | €19.50                        | €1,800,000     | 2,000,000          | 21.7  |
| Soluciones de Virus | €6.23                         | €3,000,000     | 10,000,000         | 20.8  |
| Software de PM      | €12.97                        | €4,000,000     | 2,000,000          | 6.5   |

Una compañía, PM Software, tiene una relación P/E sustancialmente más baja que las otras. Una investigación de mercado adicional muestra que PM Software ha adquirido recientemente un contrato con el gobierno para suministrar a los militares software de simulación durante los próximos tres años. Por lo tanto, VirusControl decide descartar esta relación P/E y usar solo los valores de 17,95, 21,7 y 20,8.

#### Determinación del valor futuro de la empresa
El valor de la empresa objetivo después del período de pronóstico se puede calcular mediante:
Relación P/E corregida promedio * beneficio neto al final del período de pronóstico.
Ejemplo:
VirusControl espera un beneficio neto al final del quinto año de aproximadamente 2,2 millones de euros. Utilizan el siguiente cálculo para determinar su valor futuro:
((17.95 + 21.7 + 20.8) / 3) * 2,200,000 = 44,3 millones de euros

#### Determinación de la tasa / factor de descuento
Determine la tasa de descuento y el factor apropiados para el último año del período de pronóstico en función del nivel de riesgo asociado con la empresa objetivo
Ejemplo:
VirusControl ha elegido su tasa de descuento muy alta, ya que su empresa es potencialmente muy rentable pero también muy arriesgada. Calculan su factor de descuento en función de cinco años.
| Tasa de Riesgo      | 50%    |
| Tasa de Descuento   | 50%    |
| Factor de Descuento | 0.1316 |

#### Determinación del valor actual de la empresa
Calcule el valor actual del valor futuro de la empresa multiplicando el valor futuro del negocio por el factor de descuento. Esto se conoce como el valor del dinero en el tiempo.
Ejemplo:
VirusControl multiplica el valor futuro de su empresa con el factor de descuento:
44,300,000 * 0.1316 = 5,829,880 La compañía o valor en acciones de VirusControl: €5.83 millones